# Max Alwin
Max Bruno (Max) Alwin (Amsterdam, 17 juni 1939 - Singapore, 22 december 1995) was een Nederlandse roeier. Hij nam eenmaal deel aan de Olympische Spelen, maar won bij die gelegenheid geen medaille.
In 1964 maakte Alwin op 25-jarige leeftijd als roeier zijn olympisch debuut op de Olympische Zomerspelen van Tokio. Hij kwam met Peter Bots uit op onderdeel dubbeltwee. De roeiwedstrijden werden gehouden op de roeibaan van Toda, die was aangelegd voor de geplande Olympische Spelen van 1940. In de series werd het Nederlandse duo tweede (7.07,52) en doordat ze bij de herkansing als derde (6.59,59) eindigden plaatsten ze zich niet voor de finale. Ze mochten wel deelnemen aan de kleine finale, waarbij ze als tweede over de finish kwamen in 6.47,07 en hiermee een achtste plaats overall behaalden.
Alwin was lid van roeivereniging Willem III in Amsterdam. Hij deed een opleiding wis- en natuurkunde en was hoofdassistent van de Universiteit van Amsterdam. Later ging Alwin werken als petrotechnisch engineer in Singapore en werkte hij voor Shell.

## Palmares

### roeien (dubbeltwee)
- 1964: 8e OS in Tokio - 6.47,07

Peter Bots · 
Max Alwin